# Arpaia
Arpaia est une commune italienne de la province de Bénévent, dans la région Campanie.

## Administration
| Période                                  | Période  | Identité                 | Étiquette     | Qualité |
| ---------------------------------------- | -------- | ------------------------ | ------------- | ------- |
| 2007                                     | 2012     | Pasquale Fucci           |               |         |
| 2012                                     | 2017     | Mario Carmine D'Ambrosio |               |         |
| 2017                                     | En cours | Pasquale Fucci           | Liste civique | Médecin |
| Les données manquantes sont à compléter. |          |                          |               |         |

### Communes limitrophes
Airola, Forchia, Paolisi, Roccarainola